# Église d'Haapasaari
L'église de Haapasaari (en finnois : Haapasaaren kirkko) est une église luthérienne située à  Kotka en Finlande,.

## Description
L'église est conçue par la direction des bâtiments de Finlande. Elle est construite à l'emplacement de la salle de prière sous la direction des travaux de Jeremias Laavu. 
L'église offre 250 sièges. La nef est couverte par une voûte en bois et la tour du clocher est construite au-dessus de l'entrée. Le retable Jésus et l'enfant est peint par Frans Lehtinen. 